# Rafael Rodríguez Annoni
Rafael Rodríguez Annoni (San Juan de Puerto Rico, 29 de octubre de 1886 - Barcelona,  23 de julio de 1958) fue un militar (entre 1907 y 1931)  y  profesor de matemáticas (entre 1931 y 1958),  autor de un libro de matemática recreativa titulado Al margen de la clase y publicado en 1959, una época en la que apenas había autores españoles de este tipo de trabajos. 

## Biografía
Rafael Rodríguez Annoni nació en San Juan de Puerto Rico el 29 de octubre de 1886. Fue hijo de Adolfo Rodríguez Alcalá, teniente de infantería allí destinado y de la portorriqueña Ana Luisa Annoni Torrellas. 
Huérfano de padre en 1898 durante la Guerra de Cuba, ingresó en 1907 en la Academia de Infantería de Toledo y ejerció la carrera militar hasta 1931 fecha en la que dejó el ejército con el grado de comandante después de acogerse a la Ley Azaña. Desde entonces y durante el resto de su vida se dedicó a la docencia en el Colegio Jesuita de San Ignacio en el barrio de Sarriá de Barcelona en el que impartió clases de matemáticas durante 25 años hasta su jubilación en 1956.  Contrajo matrimonio con Mercedes Vidal Planas con la que tuvo cuatro hijos: Rafael, Mercedes, Adolfo y Francisco.  Falleció en Barcelona el 23 de julio de 1958. 

## Al margen de la clase
Rafael Rodríguez Annoni tras su jubilación en 1956, y animado por su hijo Rafael, estuvo trabajando en la publicación de su libro seleccionando enunciados y notas que a lo largo de su vida como docente había recopilado y usado como ejemplos en sus clases de matemáticas en el colegio de San Ignacio de Barcelona durante 25 años. Su fallecimiento en 1958 hizo que recogiese el testigo su hijo culminando su publicación en Zaragoza en 1959. 
El libro recopila problemas procedentes de distintos aspectos de las matemáticas: Aritmética (problemas de numeración, matemagia), Teoría de Números (Cuadrados mágicos, números primos, perfectos...), Geometría  y Topología  (medidas, semejanza, grafos, nudos...), Orden y Posición (problema de Josefo, problemas ferroviarios y de garaje), Paradojas y Sorpresas (demostraciones falseadas, juegos de escamoteo geométrico, paradojas de Hooper, paradojas del mentiroso y del barbero).  Finaliza con una miscelánea de problemas curiosos (más de medio centenar) así como pensamientos sobre la matemática de matemáticos y no matemáticos, acompañado con unas abundantes notas y anécdotas que culminan en una breve historia de las matemáticas.  Esta estructura continúa siendo vigente en muchos de los libros de matemática recreativa que se publican en la actualidad. Su hijo Rafael completa el libro con una sección dedicada a la aritmética modular  y la geometría finita. 
Es una obra moderna para la época que destaca por el enorme número y calidad de citas utilizadas. Destacan las referencias a las obras de Martin Gardner, Lancelot Hogben, Maurice Kraitchik, Edouard Lucas,  Yakov Perelman,  Eric Temple Bell, entre otras, que ilustran como Rodríguez Annoni estaba realmente al tanto de las últimas publicaciones en matemática recreativa. 
Al margen de la clase se anticipa además a la eclosión de publicaciones sobre matemática recreativa en España, pues no será hasta finales de los años 70 y principios de los 80 del pasado siglo cuando comenzarán a aparecer de manera consistente libros  escritos por divulgadores españoles como Santiago Thio de Pol, Mariano Mataix, José María Albaiges, Héctor Antoñana, Mariano Nieto, Jaume Llibre,  Miguel de Guzmán y Rafael Rodríguez Vidal entre otros.